# Itaperuna
Itaperuna es un municipio situado en el estado brasileño de Río de Janeiro. Según el censo de 2022, tiene una población de 101 041 habitantes.
Tiene una superficie total de 1106.69 km².
Se localiza en el Valle del Río Muriaé, a una altitud de 182 metros sobre el nivel del mar.

## Clima
A raíz de su ubicación en un valle, el municipio tiene un clima más cálido que sus vecinos y que las ciudades del estado de Río de Janeiro. La temperatura máxima registrada por el Instituto Brasileño de Climatología (IBC) fue de 43 °C.
Tiene un clima tropical, con lluvias durante el verano y temperaturas medias anuales de entre 19 °C y 32 °C.

## Demografía
Últimamente se ha verificado un cambio en el perfil poblacional, con un marcado aumento de la población joven, debido al flujo de inmigración ocasionado por la instalación de instituciones de enseñanza superior en el municipio. Según los datos del censo de 2010, ya en ese momento el 40.40% de los habitantes tenían entre 10 y 34 años de edad.

## Economía
Itaperuna posee el comercio más desarrollado del noroeste del estado y recibe un enorme flujo de personas diariamente. En la zona se concentran más de 300 tiendas donde se vende ropa de todo tipo y muchos otros artículos. La localidad recibe numerosas excursiones de revendedores de la región que llegan para adquirir directamente de fábrica productos que luego van a comercializar en todo el país.